# Pho mát Gruyère
Gruyère (/ɡruːˈjɛər/ hoặc /ɡrɪˈjɛər/; phát âm tiếng Pháp: [ɡʁyjɛʁ], Tiếng Đức: Greyerzer) là một loại pho mát Thụy Sĩ cứng màu vàng có nguồn gốc ở các bang Fribourg, Vaud, Neuchâtel, Jura, và Berne ở Thụy Sĩ. Nó được đặt theo tên của thị trấn Gruyères.Vào năm 2001, Gruyère đã có chứng nhận appellation d'origine contrôlée (AOC, nay là AOP).
Gruyère có vị ngọt nhưng hơi mặn, với hương vị thay đổi theo thời gian ủ. Nó thường được mô tả là giống kem và hạt khi mới ủ, trở nên chắc hơn, vị của đất và phức tạp hơn khi ủ lâu. Khi đã ủ đủ (năm tháng đến một năm), nó có xu hướng có các vết nứt nhỏ tạo ra kết cấu hơi sần sùi.

## Công dụng

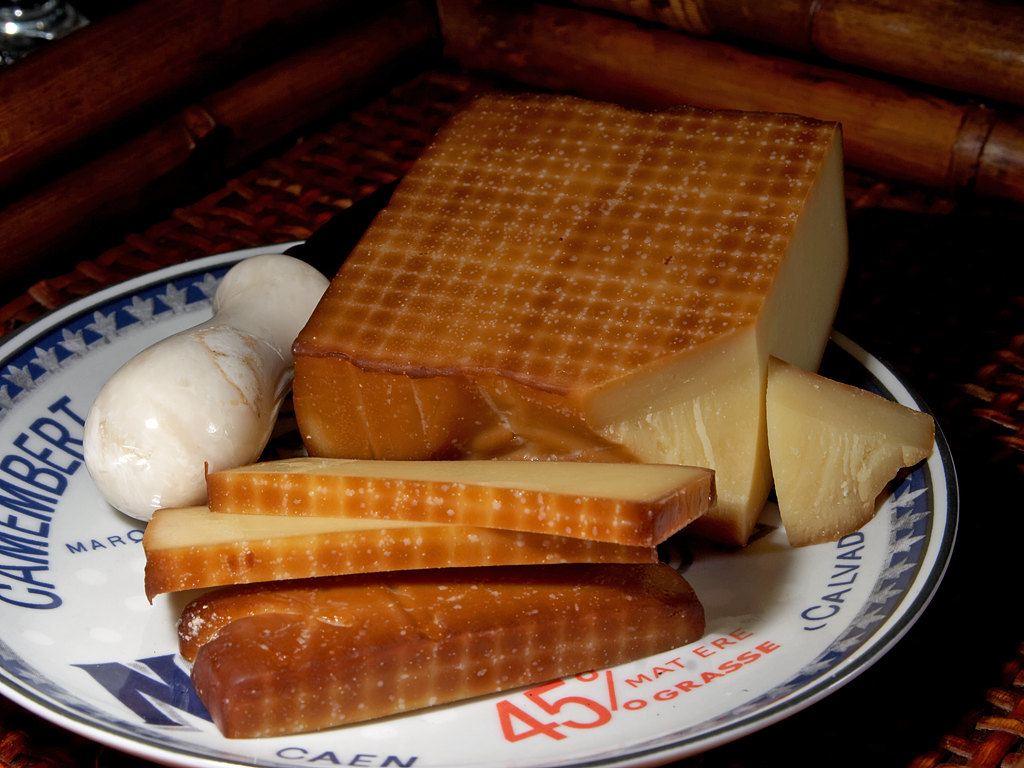
Pho mát Gruyère hun khói

Pho mát Gruyère thường được biết đến là một trong những loại pho mát ngon nhất để nướng, có hương vị đặc biệt nhưng không quá mạnh. Trong quiche, Gruyère thêm hương vị mà không làm lu mờ các thành phần khác. Đó là một pho mát tốt nóng chảy, đặc biệt phù hợp cho fondue, cùng với Vacherin Fribourgeois và Emmental. Nó cũng được sử dụng theo truyền thống trong súp hành tây của Pháp, cũng như trong croque-monsieur, một loại giăm bông nướng và bánh sandwich pho mát cổ điển của Pháp. Gruyère cũng được sử dụng trong bleu thịt gà và thịt bê. Nó là một loại pho mát để bàn, và khi nghiền, nó thường được sử dụng với salad và mì ống. Nó được sử dụng, nghiền, trên le tourin, một loại súp tỏi từ Pháp được phục vụ trên bánh mì khô. Rượu vang trắng, như Riesling, kết hợp tốt với Gruyère. Rượu táo và bia Bock cũng là những món đồ uống.

## Sản xuất

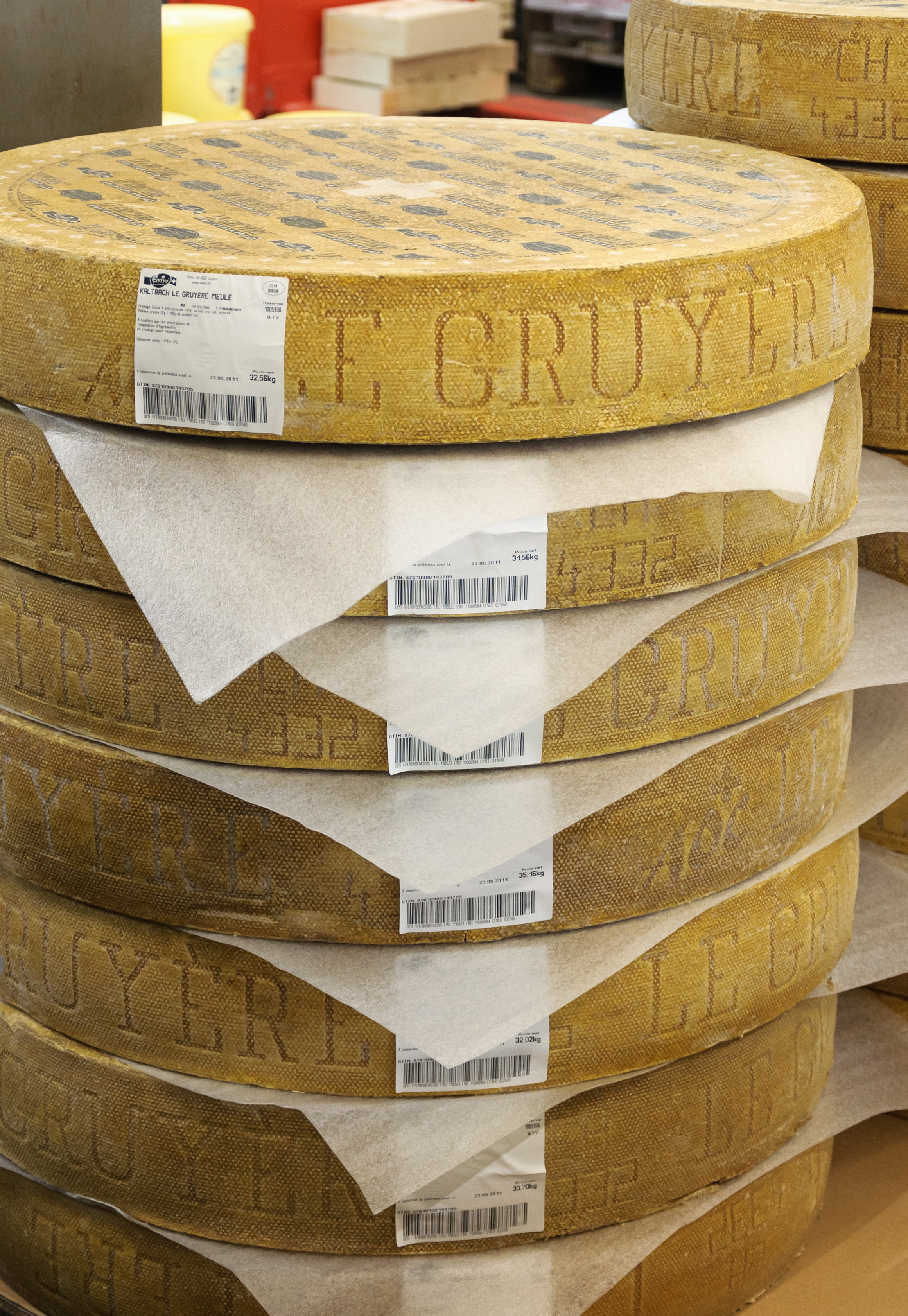
Vòng pho mát Gruyère được bán tại một chợ thực phẩm bán buôn ở Pháp

Để làm pho mát Gruyère, sữa tươi được làm nóng đến 34 °C (93 °F) trong một thùng đồng, và sau đó cuộn lại bằng cách thêm rennet lỏng. Sữa đông được cắt thành miếng cỡ hạt đậu và khuấy, giải phóng whey. Sữa đông được nấu ở 43 °C (109 °F), và tăng nhanh đến 54 °C (129 °F).
Whey bị căng, và sữa đông được đặt vào khuôn để ép. Sau khi muối trong nước muối và bôi vi khuẩn, pho mát được chín trong hai tháng ở nhiệt độ phòng, thường là trên bảng gỗ, xoay sau vài ngày để đảm bảo phân phối độ ẩm. Pho mát Gruyère có thể được ủ trong 3 đến 10 tháng, với thời gian lưu hóa dài tạo ra một loại pho mát có hương vị đậm đà.

## Pho mát Gruyère ở Thụy Sĩ
Vào năm 2001, pho mát Gruyère đã đạt tiêu chuẩn Appellation d'origine contrôlée. Kể từ đó, việc sản xuất và ủ được xác định theo luật Thụy Sĩ và tất cả các nhà sản xuất pho mát Gruyère của Thụy Sĩ phải tuân theo các quy tắc này.

## Pho mát Gruyère trên toàn thế giới
Các loại pho mát Gruyère rất phổ biến ở Hy Lạp, nơi các giống địa phương được gọi là γραβιέρα (graviéra). Một số pho mát Gruyère Hy Lạp đến từ San Michálē (Αγίου Μιχάλη,"Thánh Michael") từ đảo Syros trong Cyclades, các loại Naxos, mà có xu hướng được nhẹ hơn và ngọt hơn nhiều loại graviéras từ Crete.
pho mát Kars gravyer là một loại pho mát Thổ Nhĩ Kỳ làm từ sữa bò hoặc hỗn hợp sữa bò và sữa dê. Các loại pho mát Gruyère cũng được sản xuất tại Hoa Kỳ, với Wisconsin có sản lượng lớn nhất và ở Bosnia dưới tên gọi Livanjski sir (pho mát Livno).

## Hầm

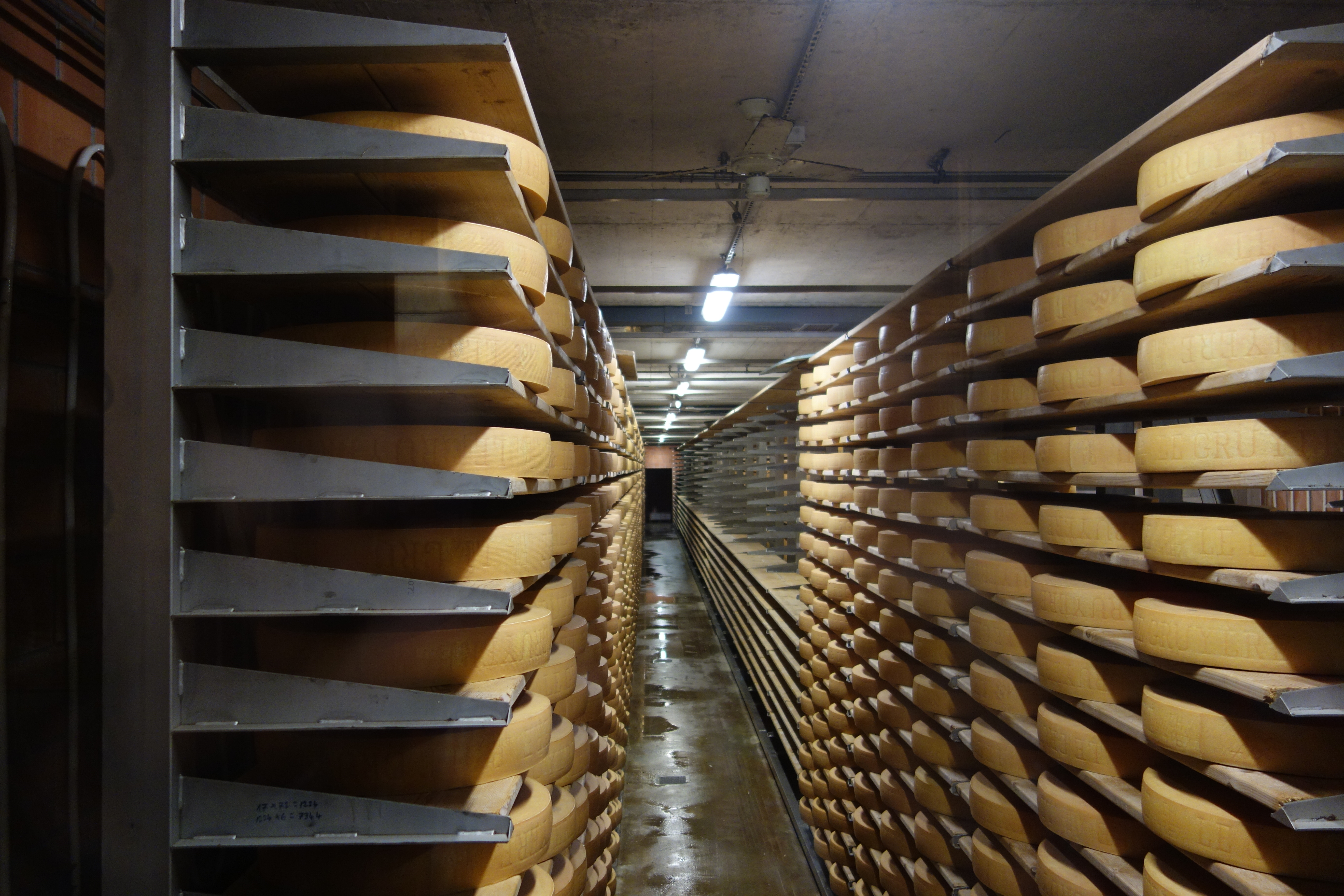
Hầm rượu ở Maison du Gruyère, ở Gruyères, Thụy Sĩ.

Một phần quan trọng và dài nhất trong quá trình sản xuất pho mát Le Gruyere Thụy Sĩ AOC là affinage (tiếng Pháp cho sự ủ).
Theo AOC, các hầm để ủ pho mát Gruyère của Thụy Sĩ phải có khí hậu gần với hang động tự nhiên. Điều này có nghĩa là độ ẩm phải nằm trong khoảng từ 94% đến 98%. Nếu độ ẩm thấp hơn, pho mát khô. Nếu độ ẩm quá cao, pho mát không chín và trở nên nhòe và keo. Nhiệt độ của các hang động phải nằm trong khoảng 13 °C (55 °F) và 14 °C (57 °F). Nhiệt độ tương đối cao này là cần thiết cho pho mát chất lượng tuyệt vời. Pho mát chất lượng thấp hơn là kết quả từ nhiệt độ giữa 10 °C (50 °F) và 12 °C (54 °F). Nhiệt độ càng thấp, pho mát càng ít đựoc ủ, dẫn đến kết cấu cứng hơn và dễ vỡ hơn.

## Phiên bản

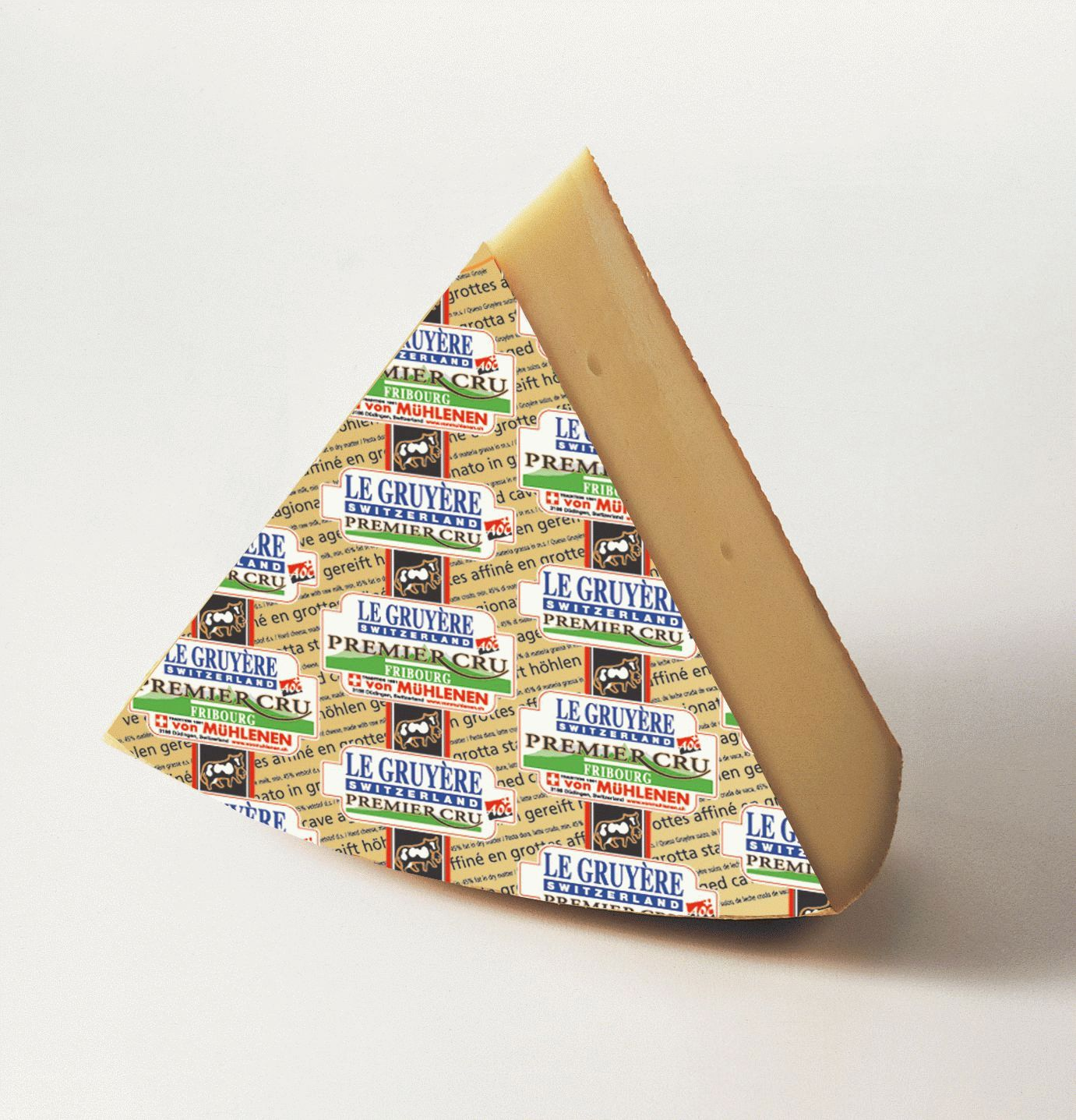
Pho mát Le Gruyère Premier Cru

Le Gruyère Thụy Sĩ AOC có nhiều loại khác nhau, với các cấu hình tuổi khác nhau, và một phiên bản hữu cơ của pho mát cũng được bán. Có một loại đặc biệt chỉ được sản xuất vào mùa hè trên dãy Alps của Thụy Sĩ: Le Gruyère Thụy Sĩ AOC Alpage.
Thông thường, người ta có thể phân biệt hồ sơ số năm ủ của loại nhẹ / doux (tối thiểu 5 tháng ủ) và réserve, còn được gọi là surchoix (tối thiểu 10 tháng ủ). Ở Thụy Sĩ, các cấu hình ủ khác có thể được tìm thấy, bao gồm mi-salé (78 tháng), salé (9-10 tháng), vieux (14 tháng) và Höhlengereift (ủ lâu), nhưng các cấu hình ủ này không phải là một phần của tiêu chuẩn AOC.
Pho mát Le Brouère của Pháp, được sản xuất tại Vosges gần đó, được coi là một biến thể của pho mát Gruyère.

## Le Gruyère AOP Premier Cru
Le Gruyère Premier Cru là một phiên bản đặc biệt, được sản xuất và ủ độc quyền tại Fribourg và ủ trong 14 tháng trong các hầm ẩm với độ ẩm 95% và nhiệt độ 13,5 °C (56,3 °F).
Đây là loại pho mát duy nhất đã giành được danh hiệu pho mát ngon nhất thế giới tại World Cheese Awards bốn lần: năm 1992, 2002, 2005 và 2015.